# Marnix ten Kortenaar
Magnus Marnix Victor ten Kortenaar (ur. 19 sierpnia 1970 w Voorburg) – holenderski łyżwiarz szybki, reprezentujący od 1 grudnia 1996 roku Austrię, a także chemik. Jest bratem kolarza Jaapa tena Kortenaara.

## Kariera sportowa
W drużynie austriackiej brał udział w Zimowych Igrzyskach Olimpijskich 1998 w Nagano. Podczas tych igrzysk wystąpił w trzech konkurencjach łyżwiarstwa szybkiego: biegu na 1500 m (18. miejsce), biegu na 5000 m (10. miejsce) oraz biegu na 10 000 m (12. miejsce).
Kilkakrotnie brał udział w pucharze świata, mistrzostwach Holandii czy mistrzostwach Austrii.

### Rekordy życiowe
| Dystans  | Czas     | Data             | Miejsce    |
| -------- | -------- | ---------------- | ---------- |
| 500 m    | 37.76    | 20 stycznia 1999 | Calgary    |
| 1000 m   | 1:12.75  | 20 stycznia 1999 | Calgary    |
| 1500 m   | 1:50.29  | 20 stycznia 1999 | Calgary    |
| 3000 m   | 3:58.46  | 2 stycznia 2005  | Heerenveen |
| 5000 m   | 6:35.88  | 6 lutego 1999    | Hamar      |
| 10 000 m | 13:52.30 | 7 lutego 1998    | Nagano     |
| Źródło:  |          |                  |            |

## Kariera chemiczna
W 2003 roku Marnix ten Kortenaar zdobył tytuł doktora w elektrochemii i pracował m.in. w DSM, Friesland Foods czy Essent. Ten Kortenaar założył także własną firmę o nazwie Dr Ten BV, specjalizującą się w innowacyjnych produktach i procesach na rynku sportowym, żywnościowym, energii oraz chemikaliów.